# Jörgen Augustsson
Jörgen Augustsson (ur. 28 października 1952) – były szwedzki piłkarz występujący na pozycji obrońcy.

## Kariera klubowa
W trakcie zawodowej kariery Augustsson reprezentował barwy klubów Åtvidabergs FF oraz Landskrona BoIS.

## Kariera reprezentacyjna
W reprezentacji Szwecji Augustsson zadebiutował 26 czerwca 1974 w przegranym 0:1 meczu Mistrzostw Świata z Polską. Na tamtym turnieju zagrał także w meczach z RFN (2:4) oraz Jugosławią (2:1). Ostatecznie tamten turniej Szwecja zakończyła na drugiej rundzie. W latach 1974–1977 w drużynie narodowej Augustsson rozegrał w sumie 18 spotkań.